# 基督天国

キリスト天国
三赎基督国

基督天国（キリストてんごく、簡体字: 基督天国; 拼音: jīdū tiānguó）は、李三保が中国に樹立した秘密結社政権。
三贖基督国（さんしょくキリストこく、簡体字: 三赎基督国; 拼音: sānshú jīdūguó）ともいう。

## 三贖キリスト
三贖基督（さんしょくキリスト、簡体字: 三赎基督; 拼音: sānshú jīdū）は中国で活動する宗派で、陝西省耀州区出身の李三保により、呼喊派に基づいて創始された。